# Timofej Šipunov
Timofej Аrtëmovič Šipunov (in russo Тимофей Артёмович Шипунов?; Krasnodar, 20 luglio 2003) è un calciatore russo, centrocampista del Šinnik.

## Carriera
Cresciuto nel settore giovanile del Soči, nel 2021 è stato acquistato dal Tver', dove ha trascorso una stagione in Vtoroj divizion FNL, la terza divisione del campionato russo, segnando 4 gol in 21 partite. Il 26 giugno 2022 è tornato al Soči ed il 26 agosto ha esordito in Prem'er-Liga, in occasione dell'incontro vinto 4-1 contro il Chimki, mentre il 1º ottobre ha segnato la sua prima rete in campionato, nella sconfitta per 4-1 in trasferta contro l'Orenburg.

## Statistiche

### Presenze e reti nei club
Statistiche aggiornate all'8 ottobre 2022.
| Stagione        | Squadra         | Campionato      | Campionato | Campionato | Coppe nazionali | Coppe nazionali | Coppe nazionali | Coppe continentali | Coppe continentali | Coppe continentali | Altre coppe | Altre coppe | Altre coppe | Totale | Totale |
| Stagione        | Squadra         | Comp            | Pres       | Reti       | Comp            | Pres            | Reti            | Comp               | Pres               | Reti               | Comp        | Pres        | Reti        | Pres   | Reti   |
| --------------- | --------------- | --------------- | ---------- | ---------- | --------------- | --------------- | --------------- | ------------------ | ------------------ | ------------------ | ----------- | ----------- | ----------- | ------ | ------ |
| 2021-2022       | Tver'           | 2D              | 21         | 4          | CR              | 1               | 0               |                    | -                  | -                  |             | -           | -           | 22     | 4      |
| 2022-2023       | Soči            | PL              | 4          | 1          | CR              | 3               | 0               |                    | -                  | -                  |             | -           | -           | 7      | 1      |
| Totale carriera | Totale carriera | Totale carriera | 25         | 5          |                 | 4               | 0               |                    | -                  | -                  |             | -           | -           | 29     | 5      |